# Dirk Pitt
Dirk Pitt – fikcyjna postać występująca w popularnych powieściach przygodowych Clive’a Cusslera. Autor zastrzegł nawet prawa autorskie dla tego imienia i nazwiska.

## Informacje o postaci i o współtowarzyszach
Dirk Eryk Pitt jest znanym poszukiwaczem przygód, w pewnym sensie jest mieszaniną cech Indiany Jonesa, MacGyvera i Jamesa Bonda. Opisywany jako wysoki mężczyzna o smukłej budowie (wzrost 6 stóp i 3 cale ~ około 192 cm), mający mocne spojrzenie i faliste włosy. Jednak jego najbardziej uderzającą cechą są zielone oczy, które mogą zarówno uwodzić jak i zastraszać, gdy jest to potrzebne. Dirk posiada dominującą osobowość, która połączona z jego figlarnymi żartami, często doprowadza jego oponentów do furii. Jego komiczne przekomarzanie się z Alem Giordino w trudnych sytuacjach nie pozostawia czytelnikowi wątpliwości, że obaj są pewni swoich umiejętności. Dirk nie jest taki jak inni superbohaterowie. Jest on normalnym człowiekiem, którego przygody odbiły piętno na jego życiu. 
Dirk jest synem senatora George’a Pitta z Kalifornii. Wraz z Summer Moran ma dwójkę dzieci: Dirka Pitta Juniora i Summer Pitt. Dirk miał długotrwały związek z członkinią kongresu Loren Smith, która poślubił. Opuścił Akademię Wojskową Stanów Zjednoczonych w randze majora (W filmie Sahara została ona zmieniona na Akademię Marynarki wojennej) wraz ze swoim najlepszym przyjacielem Alem Giordino. Jego ulubioną bronią jest Colt M1911, którego otrzymał od ojca. Jeśli chodzi o alkohol to najbardziej lubi tequilę z solą i limonką. Często się go widuje w zegarku dla nurków z pomarańczową tarczą firmy Doxa. 
Dirk otrzymał imię po Dirku Cusslerze, synu autora, który obecnie wraz z ojcem współtworzy kolejne części powieściowej epopei.
Kiedy Dirk nie jest w podróży, co zazwyczaj robi, mieszka w swoim nietypowym domu - przebudowanym hangarze na terenie lotniska im. Ronalda Reagana w Waszyngtonie. Hangar mieści jego unikalną kolekcję zabytkowych samochodów jak i Messerschmitta Me 262, wagon restauracyjny ‘Pullman’, a nawet wannę z parowca z zamontowanym silnikiem zaburtowym. W hangarze znajdują się również przedmioty zebrane z wcześniejszych przygód, wszystko to chronione jest najnowocześniejszym systemem ochrony. 
W pracy jest morskim inżynierem Narodowej Agencji Badań Podwodnych, organizacji oceanograficznej kierowanej przez admirała Jamesa Sandeckera i Rudiego Gunna jako wiceszefa. Dirkowi udało się odkryć liczne wraki, ale przede wszystkim udaremnić wiele spisków, mających na celu spowodowanie globalnej katastrofy, lub uzyskanie przez spiskowców dominacji na świecie. W ostatnich powieściach Dirk awansował na dyrektora NUMA, tuż po tym jak admirał Sandecker został wyznaczony na wiceprezydenta Stanów Zjednoczonych przez prezydenta Warda, po nagłej śmierci poprzedniego wiceprezydenta.

## Styl
Książki mają bardzo wartką akcję i podążają wzdłuż prostego, przewidywalnego schematu (omówione poniżej). Najwięcej wysiłku twórczego jest włożone w bardzo rozbudowane opisy wydarzeń i technologii, które były niezbędne by akcja posunęła się do przodu. Determinacja, wytrwałość i zdolność pokonywania sytuacji z pozoru beznadziejnych są cechą charakterystyczną głównych bohaterów, którzy nawet w ciężkich sytuacjach nie tracą poczucia humoru, którym rozwścieczają wrogów lub podnoszą własne morale. Działania głównych bohaterów są często opisywane jako ciąg kilku dni, które czynią bohaterów coraz bardziej zdeterminowanymi jak i wyczerpanymi. W wielu powieściach Dirk spotyka ekscentryczną osobowość, czasami dosłownie określaną jako Clive Cussler, czasami pozostałą w domyśle (C.C. lub coś podobnego). Takie pojawianie się autora jako rodzaj postaci (cameo) jest stosunkowo rzadkie we współczesnych powieściach.

## Tematyka
Najbardziej oczywistą tematyką powieści jest szacunek dla tajemnic i dla morza. Wydaje się oczywiste, że Cussler zdobył taki podziw w swoim własnym życiu, a teraz nieustannie go wyraża w każdej powieści. Łatwo można dojść do wniosku, że Cussler chciałby istnienia agencji rządowej, która tak jak NUMA (opisana w powieściach) istniałaby i zarządzana przez zdolnego przywódcę, takiego jak Sandecker, chroniła oraz badała oceany. Trzeba wspomnieć, że organizacja NUMA założona przez Clive’a Cusslera ma odrobinę inny cel. Cussler-owska ‘NUMA’ jest firmą poświęcą poszukiwaniom wraków, niemającą na celu przynoszenie zysków.
Inną główną tematyką powieści o Dirku Pittcie jest włączenie i pomieszanie nowoczesności ze starodawnym. Porównując ultranowoczesne laboratorium komputerowe Hirama Yeagera do niezorganizowanej kolekcji St. Juliena Perlmuttera, widzimy, że oba te źródła informacji są używane na korzyść Dirka, często nawet w tej samej powieści. Technologicznie zaawansowany sprzęt NUMA jest często wspomagany przez zabytkowe samochody lub samoloty, które są pasją Dirka. Główny bohater, odkrywając wraki i rozwiązując dawne zagadki, nierzadko prowadzi do odkryć użytecznych w nowoczesnym świecie. Postacie występujące w książce badają i zachowują historię. 
Książki podkreślają świętość ludzkiego życia, książkowe postacie nie szczędzą wydatków jak i osobistych poświęceń by zachować nawet pojedyncze życie, chociaż akcja zazwyczaj podsuwa wydarzenia wpływające na losy tysięcy.

## Filmy
Dirk na szerokim ekranie pojawił się m.in. w filmowej adaptacji „Wydobyć Titanica” w 1980, oraz Saharze w 2005. We wcześniejszej adaptacji Dirka grał Richard Jordan, a w późniejszej Matthew McConaughey. Cussler nie był zadowolony z filmowej adaptacji Sahary i pozwał wytwórnię filmową. Miał on prawo do wyrażenia swojego opinii na temat obsady jak i scenariusza, jednak, po wielu odrzuconych projektach scenariusza, producent zdecydował się zacząć kręcenie filmu bez zezwolenia autora, co spowodowało pozew ze strony Cusslera ze względu na niedotrzymanie warunków umowy.

## Lista książek
1. „Afera śródziemnomorska” (1973) The Mediterranean Caper
2. „Lodowa pułapka” (1975) Iceberg
3. „Wydobyć Titanica” (1976) Raise the Titanic!
4. „Vixen 03” (1978) Vixen 03
5. „Na dno nocy” (1981) Night Probe
6. „Wir Pacyfiku” (1983) Pacific Vortex!
7. „Operacja HF” (1984) Deep Six
8. „Cyklop” (1986) Cyclops
9. „Skarb” (1988) Treasure
10. „Smok” (1990) Dragon
11. „Sahara” (1992) Sahara
12. „Złoto Inków” (1994) Inca Gold
13. „Zabójcze wibracje” (1996) Shock Wave
14. „Potop” (1997) Flood Tide
15. „Atlantyda Odnaleziona” (1999) Atlantis Found
16. „Cerber” (2001) Valhalla Rising
17. „Odyseja trojańska” (2003) Trojan Odyssey
18. „Czarny wiatr” (2004 - wydany w Polsce w 2005 roku) Black Wind
19. „Skarb Czyngis-chana” (2006 - wydany w Polsce w 2007 roku) Treasure of Khan
20. „Arktyczna mgła” (2008 - wydana w Polsce w 2009 roku) Arctic Drift
21. „Świt Półksiężyca” (2010 - wydana w Polsce w 2011 roku) Crescent Dawn
22. „Strzała Posejdona” (2012 - wydana w Polsce w 2013 roku) Poseidon's Arrow
23. „Burza nad Hawaną” (2014 - wydana w Polsce w 2015 roku) Havana Storm
24. "Złoto Cara" (2017- wydana w Polsce w 2017 roku) Odessa Sea